# Charles Phipps
Charles Nicholas Paul Phipps (4 novembre 1845 - 9 décembre 1913), de Chalcot House, Westbury, Wiltshire, est un marchand brésilien, député conservateur de Westbury (1880–1885) et haut shérif du Wiltshire (1888).

## Biographie
Il est le fils aîné de Charles Paul Phipps (1815-1880) et d'Emma Mary Benson. Après avoir fait ses études à Eton, il est envoyé au Brésil pour travailler pour l'entreprise familiale Phipps & Co, qui exportait du café de Rio de Janeiro. En 1871, à la suite du décès de son oncle, John Lewis Phipps (en), il devient associé de l'entreprise.
Aux élections générales de 1880, Phipps est élu député conservateur de Westbury. Une pétition du candidat du Parti libéral défait (et député sortant), Abraham Laverton (en), pour que son élection soit annulée pour corruption, traitement et influence indue, échoue. Il est resté député de Westbury jusqu'en 1885.
Il est également membre du Wiltshire County Council et est président du comité de sélection de 1911 à 1913 .
Phipps est décédé en 1913 à l'âge de 68 ans. En 1874, il épouse Clare, la fille de Sir Frederick Hervey-Bathurst (en), de Clarendon Park, près de Salisbury. Ils a un fils et six filles. Une fille, Norah Jacintha, épouse John Fuller (1er baronnet), de Neston Park, Wiltshire, et est la mère de Sir Gerard Fuller, 2e baronnet.